# DDR-Badmintonmeisterschaft 1981
Die DDR-Badmintonmeisterschaft 1981 fand vom 30. bis zum 31. Mai 1981 in Greifswald statt. Es war die 21. Austragung der Titelkämpfe.

## Medaillengewinner
| Disziplin    | Gold                                                                        | Silber                                               | Bronze                                                 |
| ------------ | --------------------------------------------------------------------------- | ---------------------------------------------------- | ------------------------------------------------------ |
| Herreneinzel | Erfried Michalowsky (Einheit Greifswald)                                    | Edgar Michalowski (Einheit Greifswald)               | Thomas Mundt (Einheit Greifswald)                      |
| Herreneinzel | Erfried Michalowsky (Einheit Greifswald)                                    | Edgar Michalowski (Einheit Greifswald)               | Frank-Thomas Seyfarth (Fortschritt Tröbitz)            |
| Dameneinzel  | Monika Cassens (HSG Lok HfV Dresden)                                        | Petra Tobien (Kühlautomat Berlin)                    | Petra Michalowsky (Einheit Greifswald)                 |
| Dameneinzel  | Monika Cassens (HSG Lok HfV Dresden)                                        | Petra Tobien (Kühlautomat Berlin)                    | Ilona Michalowsky (Einheit Greifswald)                 |
| Herrendoppel | Erfried Michalowsky Edgar Michalowski (Einheit Greifswald)                  | Michael Franz Thomas Mundt (Einheit Greifswald)      | Manfred Blauhut Jens Scheithauer (HSG DHfK Leipzig)    |
| Herrendoppel | Erfried Michalowsky Edgar Michalowski (Einheit Greifswald)                  | Michael Franz Thomas Mundt (Einheit Greifswald)      | Uwe Kämmer Norbert Michalowsky (Einheit Greifswald)    |
| Damendoppel  | Monika Cassens Ilona Michalowsky (HSG Lok HfV Dresden / Einheit Greifswald) | Petra Michalowsky Birgit Kämmer (Einheit Greifswald) | Petra Tobien Michaela Junker (Kühlautomat Berlin)      |
| Damendoppel  | Monika Cassens Ilona Michalowsky (HSG Lok HfV Dresden / Einheit Greifswald) | Petra Michalowsky Birgit Kämmer (Einheit Greifswald) | Carmen Ober / Christine Ober (Fortschritt Tröbitz)     |
| Mixed        | Edgar Michalowski Monika Cassens (Einheit Greifswald / HSG Lok HfV Dresden) | Thomas Mundt Ilona Michalowsky (Einheit Greifswald)  | Erfried Michalowsky Birgit Kämmer (Einheit Greifswald) |
| Mixed        | Edgar Michalowski Monika Cassens (Einheit Greifswald / HSG Lok HfV Dresden) | Thomas Mundt Ilona Michalowsky (Einheit Greifswald)  | Michael Franz Petra Michalowsky (Einheit Greifswald)   |